# Hollywood (Fernsehserie)
Hollywood ist eine US-amerikanische Miniserie, die am 1. Mai 2020 auf dem Video-on-Demand-Anbieter Netflix veröffentlicht wurde. Die Idee zur Serie stammt von Ryan Murphy und Ian Brennan, die bereits zusammen die Produktionen Glee, Scream Queens und The Politician erdachten. Sie handelt von mehreren Personen, die nach dem Zweiten Weltkrieg in Hollywood Karriere machen möchten und dabei nicht nur Herausforderungen aufgrund ihrer Herkunft oder Sexualität überwinden müssen, sondern auch (realen) Größen der Industrie begegnen. Die Serie ist eine Hommage an das klassische Hollywood und nimmt sich in ihrer Dramaturgie bezüglich historischer Ereignisse und Personen künstlerische Freiheiten heraus. Ein erster Trailer wurde am 20. April 2020 veröffentlicht.
Aufgrund der COVID-19-Pandemie konnten bei Veröffentlichung einige Synchronfassungen nicht fertiggestellt werden, wodurch die Serie in vielen Ländern nur in Originalfassung mit Untertiteln verfügbar war. Ende Mai 2020 wurden die Folgen auch in der deutschsprachigen Version veröffentlicht.

## Handlung
Die Serie fokussiert sich auf mehrere Personen, die in den 1940er Jahren in Hollywoods „Goldener Ära“ bekannt werden wollen. Dies sind unter anderem der Regisseur Raymond Ainsley, der Darsteller und Kriegs-Veteran Jack Castello, der Drehbuchautor Archie Coleman, die Schauspielerin Camille Washington, die auch Raymonds Partnerin ist, sowie die Darstellerin Claire Wood, die Tochter von Ace Amberg, dem eines der mächtigen Filmstudios im Studiosystem gehört. Dabei werden sie mit mehreren Problemen konfrontiert, so sehen sich die Afroamerikaner Archie und Camille rassistischen Anfeindungen ausgesetzt, weswegen auch das von Archie verfasste und von Raymond inszenierte Filmprojekt mit Camille und Jack in den Hauptrollen zu scheitern droht. Raymond ist Halb-Filipino, ihm stehen aber aufgrund seines weißen Aussehens im Gegensatz zu den meisten anderen asiatischen Amerikanern alle Türen in der Filmindustrie offen.
Neben Sexismus ist auch Homophobie in der vermeintlichen Traumfabrik allgegenwärtig, weswegen die Tankstelle von Ernie West, in der Archie und Jack zunächst arbeiten, ein beliebter Treffpunkt für heimliche hetero- und homosexuelle Sextreffen ist, die auch durch Geschlechtsverkehr mit Personen wie Avis, der Frau von Ace, ein Karrieresprungbrett sein können. Ein häufiger Kunde der Tankstelle ist der Schauspieler Rock Hudson, dessen Homosexualität in der Industrie ein offenes Geheimnis ist und in den sich Archie verliebt. Weitere reale Personen in der Handlung sind der Agent Henry Willson, mit dessen Eigenheiten Raymond zu kämpfen hat, die erste afroamerikanische Oscar-Preisträgerin Hattie McDaniel, die Camille mit Ratschlägen zur Seite steht, Anna May Wong, die als erster sino-amerikanischer Filmstar in den Vereinigten Staaten gilt, Eleanor Roosevelt, die mit Avis befreundet ist, die Darsteller Tallulah Bankhead, Tab Hunter und Vivien Leigh, der Regisseur George Cukor sowie der Schriftsteller Noël Coward.

## Produktion
Nach dem Wechsel von seinem Stammsender FX zu Netflix im Februar 2018 wurde Ryan Murphy damit beauftragt, mehrere neue Serien und Filme zu kreieren. Am 22. Februar 2019 verkündete Murphy, dass Netflix eine Staffel für seine Serie Hollywood bestellt habe, die er zusammen mit Ian Brennan entwickelte, mit dem er in der Vergangenheit öfters zusammengearbeitet hat. Laut Murphy sei die Miniserie ein Liebesbrief an die Traumfabrik. Hollywood ist somit nach The Politician die zweite Produktion des Streamingdienstes, die aus dem Deal mit Murphy entstand.
Finanziert wird die Serie unter anderem neben Murphy und Brennan von Janet Mock, die auch an der von Murphy erdachten Serie Pose als Produzentin mitwirkt. Weitere Executive Producer sind die Hauptdarsteller Darren Criss und David Corenswet. Criss arbeitete bereits mit Murphy an Glee und American Horror Story zusammen, Corenswet ist in The Politician zu sehen.
Am 3. September 2019 wurden neben Criss und Corenswet die Besetzungen einiger Hauptrollen mit Patti LuPone, Holland Taylor, Jeremy Pope, Jim Parsons, und Joe Mantello bekannt gegeben. Zudem wurde auch bekannt, dass  Dylan McDermott in der Serie mitspielen wird und seine Rolle frei auf Scotty Bowers basiert. Bis auf Taylor und Pope waren die Beteiligten bereits vor Hollywood in Produktionen zu sehen, die von Murphy erdacht wurden beziehungsweise bei denen er die Regie führte. Corenswet und McDermott standen für The Politician gemeinsam vor der Kamera, Parsons und Mantello bei The Normal Heart. Auch spielten LuPone und McDermott in American Horror Story, allerdings nicht in denselben Staffeln, LuPone wurde zudem in einer wiederkehrenden Nebenrolle in der zweiten Staffel von Pose besetzt.

## Besetzung und Synchronisation
Die deutschsprachige Synchronisation entsteht nach den Dialogbüchern und unter der Dialogregie von Detlef Klein und Daniel Anderson durch TV+Synchron in Berlin.

### Haupt- und Nebendarsteller
| Rolle                      | Darsteller               | Hauptrolle (Folgen) | Nebenrolle (Folgen) | Synchronsprecher      |
| -------------------------- | ------------------------ | ------------------- | ------------------- | --------------------- |
| Jack Castello              | David Corenswet          | 1–7                 |                     | Henning Nöhren        |
| Ernest „Ernie“ West        | Dylan McDermott          | 1–7                 |                     | Peter Flechtner       |
| Roy Fitzgerald/Rock Hudson | Jake Picking             | 1–7                 |                     | Oliver Bender         |
| Archie Coleman             | Jeremy Pope              | 1–7                 |                     | Fabian Kluckert       |
| Avis Amberg                | Patti LuPone             | 1–7                 |                     | Heike Schroetter      |
| Raymond Ainsley            | Darren Criss             | 2–7                 |                     | Nicolás Artajo        |
| Camille Washington         | Laura Harrier            | 2–7                 |                     | Jannika Jira          |
| Richard „Dick“ Samuels     | Joe Mantello             | 2–7                 |                     | Bernd Vollbrecht      |
| Ellen Kincaid              | Holland Taylor           | 2–7                 |                     | Katharina Lopinski    |
| Claire Wood                | Samara Weaving           | 2–7                 |                     | Jill Böttcher         |
| Henry Willson              | Jim Parsons              | 2–7                 |                     | Gerrit Schmidt-Foß    |
| Henrietta Castello         | Maude Apatow             |                     | 1–3, 5–6            | Julia Meynen          |
| Jeanne Crandall            | Mira Sorvino             |                     | 1–5                 | Lena Zipp             |
| Anna May Wong              | Michelle Krusiec         |                     | 1–2, 5–6            | Sabina Trooger        |
| Ace Amberg                 | Rob Reiner               |                     | 3–4, 6              | Thomas Kästner        |
| Tallulah Bankhead          | Paget Brewster           |                     | 3, 5                | Ulrike Stürzbecher    |
| Vivien Leigh               | Katie McGuiness          |                     | 3, 7                | Greta de Palma        |
| George Cukor               | Daniel London            |                     | 3, 7                | Patrice Luc Doumeyrou |
| Lon Silver                 | Brian Chenoweth          |                     | 4–6                 | Roland Wolf           |
| Erwin Kaye                 | Jake Regal               |                     | 5–6                 |                       |
| Hattie McDaniel            | Queen Latifah            |                     | 5, 7                | Martina Treger        |
| Harry Golden               | William Frederick Knight |                     | 6–7                 | Sven Brieger          |

### Historische Gastrollen
| Rolle             | Darsteller            | Folgen | Synchronsprecher   |
| ----------------- | --------------------- | ------ | ------------------ |
| Ms. Roswell       | Alison Wright         | 1      | Denise Gorzelanny  |
| C. Aubrey Smith   | Fred Grandy           | 2      | Rainer Gerlach     |
| Noël Coward       | Billy Boyd            | 3      | Sven Fechner       |
| Eleanor Roosevelt | Harriet Sansom Harris | 4      | Nadine Heidenreich |
| Sam Berger        | Ken Weiler            | 5      | Matthias Luckey    |
| Fredric March     | Dan Sachoff           | 7      | Uwe Büschken       |

In Kleinauftritten werden weitere historische Persönlichkeiten wie Luise Rainer, Dorothy Arzner, Tab Hunter, Edmund Gwenn, Robert Montgomery, Guy Madison, Sidney Franklin, Donald Crisp, Hedda Hopper, Cole Porter, Joseph Breen, Rory Calhoun, Susan Hayward, Loretta Young dargestellt.

## Episodenliste
| Nr. | Deutscher Titel               | Originaltitel                | Regie             | Drehbuch                                |
| --- | ----------------------------- | ---------------------------- | ----------------- | --------------------------------------- |
| 1 | Hooray for Hollywood          | Hooray for Hollywood         | Ryan Murphy       | Ryan Murphy & Ian Brennan               |
| Nach dem Zweiten Weltkrieg zieht es den jungen Veteranen Jack Castello mit seiner Frau Henrietta nach Los Angeles, wo er als Schauspieler Karriere in Hollywood machen möchte. Allerdings bekommt Jack nicht einmal Rollen als Statist, was Henrietta zu schaffen macht, da sie schwanger ist, als Kellnerin nicht sehr viel verdient und ein Haus erwerben möchte. In einer Bar trifft Jack auf Ernie West, der ihm eine Arbeitsstelle in seiner Tankstelle anbietet, was Jack annimmt. Dort stellt sich heraus, dass die Angestellten für Bonuszahlungen Kundinnen sexuelle Dienste erweisen können, was Jack schließlich auch tut, allerdings kündigt, als Ernie ihn zwingen will, mit einem Mann intim zu werden. Da Henrietta ihm eröffnet, Zwillinge zu erwarten, bittet Jack Ernie, wieder für ihn arbeiten zu dürfen, für die Dienste an männlichen Kunden präsentiert er Archie Coleman, einem Afroamerikaner, der sich ebenfalls prostituiert, da er als Drehbuchautor keinen Erfolg hat. Beide werden von Ernie eingestellt. Archie hat an seinem ersten Tag Sex mit dem Jungschauspieler Roy Fitzgerald. Nach Geschlechtsverkehr mit einer Casting-Direktorin erhält Jack ein Angebot für sein erstes Vorsprechen. Am Ende der Folge wird er verhaftet, als sich eine vermeintliche Kundin als verdeckte Ermittlerin entpuppt. |                               |                              |                   |                                         |
| 2 | Hooray for Hollywood (Teil 2) | Hooray for Hollywood: Part 2 | Daniel Minahan    | Ryan Murphy & Ian Brennan               |
| Nachdem Ernie seine Kaution bezahlt hat, wird Jack aus dem Gefängnis entlassen und hat Sex mit Avis Amberg, deren Mann Ace das Filmstudio gehört, in dem Jacks Vorsprechen stattfindet. Da sie mit seinen Diensten höchst zufrieden ist, verspricht Avis ihm, dafür zu sorgen, dass das Casting gut laufen wird. Unterdessen bittet der Nachwuchs-Regisseur Raymond Ainsley Anna May Wong, eine sino-amerikanische Schauspielerin, die deprimiert ist, da sie aufgrund des Hays Code nur stereotype Rollenangebote erhält, die Hauptfigur in seinem ersten Film zu spielen. Bei einem Treffen mit dem Produzenten Dick Samuels warnt dieser Raymond vergeblich, Wong nicht zu verpflichten. Im Studio liefert Jack eine sehr schlechte Leistung ab, dank des Einflusses der Produzentin und Schauspiel-Mentorin Ellen Kincaid lässt sich Dick aber überreden, ihn unter Vertrag zu nehmen. Für Raymonds afroamerikanische Freundin Camille Washington läuft es in der Zwischenzeit nicht so gut, da sie nur Rollen als Dienstmädchen erhält. Dick legt Raymonds geplantes Projekt auf Eis, er darf sich dafür aus einem Stapel ein Drehbuch nehmen und dieses verfilmen. Seine Wahl fällt auf Archies Skript über eine Frau, die durch einen Sprung vom Hollywood Sign Suizid verübt hat. Archie hat weiterhin Sex-Treffen mit Roy, wobei die beiden sich ineinander verlieben. Letzterer wird von dem heimlich homosexuellen Agenten Henry Willson entdeckt, der ihn fördern möchte und ihn überzeugt, seinen Namen in Rock Hudson zu ändern. Schließlich gibt Dick grünes Licht für Raymonds und Archies Film mit dem Titel Peg. |                               |                              |                   |                                         |
| 3 | Vogelfrei                     | Outlaws                      | Michael Uppendahl | Ryan Murphy & Ian Brennan               |
| Ernie eröffnet seinen Angestellten, dass sie auf einer erlesenen Hollywood-Party eingeladen sind, die von dem Regisseur George Cukor veranstaltet wird. Auf dieser sollen sie die sexuellen Wünsche der Gäste erfüllen. Unterdessen möchte Jack gerne die männliche Hauptrolle in Peg spielen, Archie stellt sich aber Rock als Ideal-Besetzung vor, der Henry sexuelle Dienste erweist, damit er ihn als Agenten behalten kann, weswegen Rock von Henry auf Cukors Party eingeladen wird. Im Studio bereitet Ellen Jack auf sein Vorsprechen für Peg vor, auch Aces und Avis' Tochter Claire erhält eine Einladung zum Casting, während Camille Raymond Änderungen am Drehbuch vorschlägt und ihn bittet, sie in der weiblichen Hauptrolle zu besetzen. Auf der Party wird Jack zu seinem Unmut von Ernie genötigt, Gäste sexuell zu befriedigen, auch wenn er eigentlich nicht zu diesem Zweck auf die Feier gegangen ist. Während sich Ernie um Vivien Leigh kümmert, wird Rock eifersüchtig, da er mitbekommt, dass Archie mit anderen Männern schläft. Jack trifft auf Henry, der sich bereit erklärt, ihn für Oralverkehr zu vertreten. Weil sich Jack weigert und geht, droht Henry, seine Karriere zu zerstören. Rock und Dick wollen miteinander schlafen, beschließen aber stattdessen, ein intimes Gespräch über ihre wahren Persönlichkeiten und die Nachteile von Hollywood zu führen. Dick rät Rock, sich nicht mehr von Henry kontrollieren zu lassen, Rock nimmt den Rat dankend entgegen. Raymond gesteht Camille seine Liebe und will sie in der Hauptrolle in Peg besetzen, Dick und Ellen erklären sich bereit, im Studio für Camilles Verpflichtung zu kämpfen. |                               |                              |                   |                                         |
| 4 | Vor der Linse                 | (Screen) Tests               | Janet Mock        | Ryan Murphy & Ian Brennan               |
| Ace genehmigt den Drehbeginn von Peg, reagiert jedoch erbost auf Archies Tätigkeit als Drehbuchautor, da er keinen Afroamerikaner in dieser Position sehen will, und verlangt, ihn aus der Produktion zu entfernen. Jack bittet Archie, ihm die Hauptrolle in Peg zu beschaffen, was dieser ablehnt und behauptet, dass Jack es auch selbst schaffen würde. Ace erleidet einen Herzinfarkt, während er mit seiner Affäre, der Schauspielerin Jeanne Crandall, schläft, was auf Avis' Anweisung hin unter Verschluss gehalten wird. Da Ace seiner Tätigkeit nicht nachgehen kann, werden Dick und Avis vorübergehend zu den Studio-Leitern ernannt. Dick eröffnet Archie, dass er nicht mehr Teil des Films sein wird, allerdings weigert sich Archie, aus dem Produktionsteam auszusteigen, was Dick akzeptiert, Archie aber vor möglichen Konsequenzen warnt. Danach besucht Archie Raymond und Camille, wobei er sie davon überzeugt, für die Hauptrolle in Peg vorzusprechen, da er es satt habe, von den weißen Studiobossen vorgeschrieben zu bekommen, was er zu tun und zu lassen habe. Camille gerät in Streit mit Raymond, als er ihr sagt, nicht zu viel Emotion in die Rolle zu stecken, versöhnt sich aber schnell mit ihm. Am Tag des Castings hat Rock Schwierigkeiten, seinen Text richtig aufzusagen, liefert aber schließlich eine gute Leistung ab. Claire spielt mit Absicht schlecht, um Camille eine Chance einzuräumen. Deren Vorsprechen läuft auch hervorragend, wobei Avis mit der Vorstellung einer afroamerikanischen Hauptfigur hadert. Schließlich werden Jack und Claire in den Hauptrollen besetzt, allerdings hält Avis' Freundin Eleanor Roosevelt eine flammende Rede, warum Camille besser geeignet wäre. |                               |                              |                   |                                         |
| 5 | Spring!                       | Jump                         | Michael Uppendahl | Ryan Murphy & Ian Brennan               |
| Avis zögert immer noch, Camille einzustellen, lässt sich aber schließlich von Dick und Ellen überreden. Claire lobt ihre Mutter und sagt ihr, dass sie die richtige Entscheidung getroffen habe, worauf sie von Avis eine andere Rolle erhält. Raymond teilt Archie mit, dass er weiterhin im Vorspann des Films, der in Meg umbenannt wurde, genannt wird. Rock erfährt von Archie, dass er ebenfalls an der Produktion mitwirken kann, wenn auch nicht als Hauptdarsteller. Camille wird unterdessen von ihrer Kollegin, der ersten afroamerikanischen Oscar-Preisträgerin Hattie McDaniel, sowohl für ihren Erfolg beglückwünscht als auch vor ihrem bevorstehenden Kampf mit Diskriminierung in der Gesellschaft und Hollywood gewarnt. Dies tritt auch wenig später ein, als das Studio vor allem von Südstaaten-Bewohnern heftig kritisiert wird und Camille rassistische Anrufe erhält. Dick bewacht die Produktion genau, um sicherzustellen, dass das Budget nicht überzogen wird. Die erste Leseprobe verläuft auch reibungslos, später sehen sich Raymond und Archie mit Dick erste Rohschnitte an, er kann sie davon überzeugen, die End-Szene zu ändern, damit die Titelfigur überlebt. Das Projekt droht jedoch zu scheitern, weil ein lokales Boulevard-Magazin einen Artikel über Jacks Festnahme wegen Prostitution veröffentlichten will. Henry will sich darum kümmern, behauptet aber gegenüber Jack, dass dieser ihm nun etwas schulde. Henry lässt den Redakteur von Mafiosi verprügeln, der daraufhin seinen Artikel zurückzieht. Dafür wird Henry von Avis zum Produzenten von Meg ernannt. Unterdessen wird Raymond heftig von Dick kritisiert, da er das Budget für einen Nach-Dreh überzogen hat, und wird gedrängt, die Differenz aus eigener Tasche zu finanzieren. Danach versucht Ellen, Dick zu verführen, der ihre Avancen ablehnt und eine Schwulenbar aufsucht. Jack zieht bei Archie ein, als Henrietta ihm eröffnet, dass nicht er, sondern ihr Kollege Erwin Kaye der Vater der Zwillinge sei, mit dem sie auch die Stadt verlassen wird. |                               |                              |                   |                                         |
| 6 | Meg                           | Meg                          | Janet Mock        | Ian Brennan & Janet Mock & Reilly Smith |
| Die Beteiligten an Meg erhalten von Mitgliedern des Ku Klux Klan und anderen Suprematisten Drohbriefe. Auch deswegen will Aces Anwalt Lon Silver die Produktion stoppen, davon möchte Avis aber nichts hören. Während sich Jack und Henrietta nach der Geburt der Kinder im Krankenhaus für ihre gegenseitigen Fehler in der gescheiterten Beziehung entschuldigen und sich gegenseitig für das Glück des anderen freuen, sammelt Ernie Geld, um Raymonds Überschuss zu begleichen. Jack und Archie möchten sich gegenüber Ernie für seine Hilfe erdenklich zeigen und bieten ihm eine Rolle im Film an, die er annimmt. Dazu trifft er sich mit Ellen, die ihm Schauspielunterricht gibt. Die Dreharbeiten werden schließlich beendet, wobei das Resultat bei der gesamten Filmcrew sehr gut ankommt. Archie fragt Rock, ob sie zusammenziehen wollen, was dieser bejaht. Jack und Claire haben sich während der Dreharbeiten ineinander verliebt und beschließen, gemeinsam der Premiere beizuwohnen. Unterdessen erwacht Ace aus dem Koma, ihm wird empfohlen, Meg nicht zu veröffentlichen, allerdings ist er von dem fertigen Film wider Erwarten begeistert. Dick droht Ace, im Falle der Nicht-Veröffentlichung beim Studio auszusteigen, und outet sich ihm sich gegenüber. Henry ist mit dem Ende nicht ganz zufrieden und schlägt eine zusätzliche Szene vor, in der Meg ihre Beweggründe für ihren Suizid-Versuch erklärt, an der Raymond Gefallen findet. Avis hat das Gefühl, keine Kontrolle mehr zu haben, da sie das Studio nicht mehr leitet, und befürchtet, ein Hausfrauen-Dasein fristen zu müssen. Sie verlangt, Co-Präsidentin des Studios zu werden, womit Ace einverstanden ist und sich so das seit Langem angespannte Verhältnis der Ehepartner bessert. Ace verstirbt allerdings am nächsten Morgen an den Folgen seines Infarkts, was Avis in tiefe Trauer versetzt, Lon lässt die Filmrolle von Meg verbrennen. |                               |                              |                   |                                         |
| 7 | Ein filmreifes Ende           | A Hollywood Ending           | Jessica Yu        | Ryan Murphy & Ian Brennan               |
| Nachdem Avis Lon feuern lässt, gesteht der Editor auf Aces Beerdigung, dass er eine Kopie des Filmbandes versteckt hat und Meg somit gerettet ist. Das Studio beschließt, den Film im ganzen Land zu veröffentlichen, da sich auch ein paar Südstaaten-Kinos bereit erklären, ihn zu zeigen. Unterdessen schlafen Ellen und Ernie miteinander, danach gesteht er ihr, an Lungenkrebs im Endstadium zu leiden, Ellens Liebe zu ihm tut dies aber keinen Abbruch. Auch Jack und Claire werden intim und beginnen eine Beziehung. Meg bricht sämtliche Rekorde an den Kinokassen und wird als großer Favorit für die Oscar-Verleihung im Jahr 1947 gehandelt. McDaniel empfiehlt Camille, sich im Falle einer Nominierung nicht an die Rassentrennung zu halten, sondern in der ersten Reihe zu sitzen. Da McDaniel entgegen ihrer Wünsche nie andere Rollen, sondern nur die als Dienstmädchen erhalten habe, sei Camille ihr diese Ehre schuldig. Am Tag der Verleihung haben Rock und Archie auf dem roten Teppich ihr persönliches Coming-out als Paar, Henry beleidigt Rock diesbezüglich, weswegen er von ihm beschimpft und als Agent entlassen wird. Im Saal wird Camille der Einlass verwehrt, sie widersetzt sich und nimmt Platz in der vordersten Reihe. Wong, Raymond, Archie und Camille erhalten die Auszeichnung in den Kategorien Beste Nebendarstellerin, Beste Regie, Bestes Drehbuch und Beste Hauptdarstellerin, Meg wird auch zum Besten Film gekrönt. Jack ist nicht siegreich, tritt aber dennoch auf die Bühne und macht Claire einen Heiratsantrag, den sie annimmt. Ein Jahr später bittet Henry, der nun trocken ist, Rock um Vergebung für sein Verhalten in der Vergangenheit. Dieser kann ihm nicht verzeihen, nimmt aber sein Angebot für die Hauptrolle in seinem geplanten Projekt Dreamland an, Hollywoods erste Produktion über ein homosexuelles Paar. Wenig später stirbt Dick an Krebs, weswegen das gesamte Produktionsteam von Meg ihm die letzte Ehre erweist. Avis genehmigt die Dreharbeiten für Dreamland, die kurz darauf in Ernies Tankstelle mit Jack und Rock in den Hauptrollen nach einem Drehbuch von Archie unter Raymonds Regie starten. |                               |                              |                   |                                         |
| Am 1. Mai 2020 wurden alle Folgen der Staffel in der Originalversion gleichzeitig bei Netflix veröffentlicht. Die deutschsprachige Version folgte am 29. Mai 2020. |                               |                              |                   |                                         |